# Tetrapolis (Attika)
Die Tetrapolis (griechisch: Τετράπολις) war in der Antike ein kultischer Zusammenschluss von vier Orten in der griechischen Landschaft Attika. Sie war nach der legendären Überlieferung einer der zwölf Bezirke, in die Attika in der Zeit vor Theseus eingeteilt war. Der Bezirk lag in einer Ebene im nordöstlichen Teil Attikas und enthielt die vier Orte Marathon (Μαραθών), Probalinthos (Προβάλινθος), Trikorythos (Τρικόρυθος) und Oinoe (Οἰνόη). Laut Strabon wurde die Tetrapolis bereits von Xuthos zur Zeit des athenischen Königs Erechtheus gegründet.
Die Tetrapolis schickte von der Polis Athen unabhängige Festgesandtschaften in die Heiligtümer von Delphi und Delos.
Als Tetrapolis wurde nach der kleisthenischen Phylenreform auch die Küsten-Trittye der Phyle Aiantis bezeichnet.